# Amado Alonso
Amado Alonso (Lerín, 13 settembre 1896 – Arlington, 26 maggio 1952) è stato un filologo spagnolo.

## Opere
- Estructura de las sonatas de Valle Inclán (1928)
- El problema de la lengua en América (1935)
- Castellano, español, idioma nacional. Historia espiritual de tres nombres (1938)
- Gramática Castellana (Primer curso, 1938; Segundo curso, 1939) En colaboración con Pedro Henríquez Ureña.
- Poesía y estilo de Pablo Neruda (1940)
- Ensayo sobre la novela histórica: El modernismo (1942)
- Traducción y prólogo del Curso de Lingüística General de F. de Saussure (1945)
- Estudios lingüísticos. Temas españoles (1951)
- Estudios lingüísticos. Temas hispanoamericanos (1953)
- Materia y forma en poesía (1955)
- De la pronunciación medieval a la moderna en español (1955)